# Драгоманешти (Васлуј)
Драгоманешти (рум. Dragomănești) насеље је у Румунији у округу Васлуј у општини Гергешти. Oпштина се налази на надморској висини од 190 m.

## Становништво
Према подацима из 2002. године у насељу је живело 49 становника, од којих су сви румунске националности.